# Петровка (Амурская область)
Петро́вка — село в Мазановском районе Амурской области, Россия. Входит в Краснояровский сельсовет.

## География
Село Петровка стоит на правом берегу реки Бирма, до левого берега Зеи примерно 5 км.
Через Петровку проходит автодорога областного значения Свободный — Новокиевский Увал — Экимчан — Златоустовск.
Расстояние до районного центра Мазановского района села Новокиевский Увал (через Каменку, Белоярово и Мазаново) — 32 км.
Расстояние до административного центра Краснояровского сельсовета села Красноярово — 12 км (на юго-запад, через Антоновку и Леонтьевку).
От села Петровка на восток (вверх по правому берегу Бирмы) идёт дорога к селу Михайловка.

## Население
| 2002 | 2010 | 2012 | 2013 | 2014 | 2015 | 2016 |
| ---- | ---- | ---- | ---- | ---- | ---- | ---- |
| 151  | ↘112 | ↘110 | ↗112 | ↗117 | ↘116 | ↘115 |
| 2017 | 2018 |      |      |      |      |      |
| ↗120 | ↘119 |      |      |      |      |      |

По данным переписи 1926 года по Дальневосточному краю, в населённом пункте числилось 64 хозяйства и 350 жителей (172 мужчины и 178 женщин), из которых преобладающая национальность — украинцы (24 хозяйства).